# Москович, София
София (Софи) Москович (ивр. סופי מוסקוביץ׳‎) — израильский театральный режиссёр, основатель и руководитель Школы театрального искусства «Софи Москович».

## Биография
Окончила Высшие режиссёрские курсы при Театре им. Е. Вахтангова (Москва).
Репатриировалась в Израиль в 1975 году. Вскоре после репатриации была принята в Беэр-Шевский театр, в котором проработала режиссёром вплоть до переезда в Тель-Авив в 1986 году.
Преподавала на курсах актёрского мастерства в Школе театрального искусства «Бейт Цви», в Студии Йорама Левинштейна и в Тель-Авивском университете.
В 1999 году вместе с Павлом Карелиным создала Школу театрального искусства «Софи Москович», которой руководила до последних дней своей жизни.
Среди учеников Софии Москович такие известные в Израиле актёры, как Орна Банай, Мири Месика, Лираз Черхи, Яаков Коэн, Джулиано Мер, Айелет Зорер и Аки Авни.
Скончалась от онкологического заболевания в тель-авивской больнице Ихилов.

## Награды, признание
В 2007 году была удостоена премии муниципалитета Тель-Авива за вклад в развитие театрального искусства.